# ماسیمیلیانو مارسیلی
ماسیمیلیانو مارسیلی (انگلیسی: Massimiliano Marsili؛ زادهٔ ۱۴ ژوئیهٔ ۱۹۸۷) بازیکن فوتبال اهل ایتالیا است.
از باشگاه‌هایی که در آن بازی کرده‌است می‌توان به باشگاه فوتبال کوزنتسا کالچو، باشگاه فوتبال مودنا، باشگاه فوتبال آ.اس. رم، و ماترا کالچو اشاره کرد.
وی همچنین در تیم‌های ملی فوتبال زیر ۱۸ سال ایتالیا، زیر ۱۹ سال ایتالیا، و زیر ۲۰ سال ایتالیا بازی کرده‌است.